# Foued Nassah
Foued Nassah est un acteur français né le 5 juin 1962 à Paris 20e et mort le 8 août 2010 à  Paris 10e .

## Biographie
Foued Nassah a, entre autres, suivi la formation du Conservatoire national supérieur d'art dramatique (classe de Michel Bouquet) et de l'École des Amandiers de Nanterre avec Patrice Chéreau. Il a joué régulièrement dans les films de Nicolas Boukhrief.
Foued Nassah a écrit en introduction de son dernier scénario :
« — Le plus bel endroit du monde, c'est la Corse ?
« — Non, pas seulement. C'est où que l'on soit, et qu'importe le panorama, quand on a respecté sa parole. Un endroit à l'intérieur de chacun. »
Thierry de Peretti lui dédie son long métrage Les Apaches (source : générique).

## Filmographie

### Acteur
- 1987 : Il était une fois dix-neuf acteurs de François Manceaux (documentaire)
- 1987 : Hôtel de France de Patrice Chéreau : le compagnon de Manu
- 1989 : David Lansky, épisode Prise d'otages de Hervé Palud : Mateo
- 1990 : Embarquement pour l'enfer (Voyage of Terror : The Achille Lauro Affair) d'Alberto Negrin (téléfilm)
- 1991 : La Valse des pigeons de : Foued
- 1991 : Chant de guerre parisien de Laetitia Masson (court-métrage)
- 1991 : Isabelle Eberhardt de Ian Pringle : Lachmi
- 1992 : Riens du tout de Cédric Klapisch :
- 1992 : La Fille de l'air de Maroun Bagdadi : un policier
- 1992 : Julie Lescaut, saison 1 épisode 1 Julie Lescaut de Caroline Huppert : le copain de Lofti
- 1993 : Un petit livre dans la poche d'Antoine Santana (court-métrage)
- 1994 : De sueur et de sang de Paul Vecchiali : Martial
- 1995 : Ainsi soient-elles de Patrick Alessandrin et Lisa Alessandrin : Rémi
- 1995 : Va mourire de Nicolas Boukhrief : Marcel
- 1998 : Le Plaisir (et ses petits tracas) de Nicolas Boukhrief : Marcel
- 1999 : Méditerranées de Philippe Bérenger : Rachid
- 2000 : La Squale de Fabrice Genestal : Samir
- 2004 : Le Convoyeur de Nicolas Boukhrief : l'homme à la cagoule
- 2004 : Two Star Hotel de Sophie Riffont (court-métrage) : l'homme
- 2009 : Un prophète  de Jacques Audiard : Antaro
- 2010 : Gardiens de l'ordre  de Nicolas Boukhrief : Joseph

### Producteur
- 1994 : De sueur et de sang (Wonderboy) de Paul Vecchiali
- 1999 : Méditerranées de Philippe Bérenger

## Théâtre
- 1985 : Le Cid de Corneille, mise en scène Francis Huster, Théâtre Renaud-Barrault
- 1987 : Penthésilée de Heinrich von Kleist, mise en scène Pierre Romans, Festival d'Avignon, Théâtre Nanterre-Amandiers
- 1987 : Catherine de Heilbronn de Heinrich von Kleist, mise en scène Pierre Romans, Festival d'Avignon, Théâtre Nanterre-Amandiers
- 1987 : Platonov d'Anton Tchekhov, mise en scène Patrice Chéreau, Festival d'Avignon, Théâtre Nanterre-Amandiers
- 1988 : Hamlet de William Shakespeare, mise en scène Patrice Chéreau, Festival d'Avignon, Théâtre Nanterre-Amandiers, TNP Villeurbanne
- 1988 : Comme il vous plaira de William Shakespeare, mise en scène Ariel Garcia-Valdès, TNP Villeurbanne
- 1993 : Le Cid de Corneille, mise en scène Francis Huster
- 2001 : Le Retour au désert de Bernard-Marie Koltès, mise en scène Thierry de Peretti, Théâtre de la Bastille, Théâtre de Nice
- 2004 : Richard II de William Shakespeare, mise en scène Thierry de Peretti
- 2010 : Qui je suis de Pier Paolo Pasolini, mise en scène Foued Nassah